# Atletica leggera ai Giochi della XVI Olimpiade - Salto in lungo maschile

Video della Finale (film ufficiale dei Giochi)

La competizione del salto in lungo maschile di atletica leggera ai Giochi della XVI Olimpiade si è disputata il giorno 24 novembre 1956 al Melbourne Cricket Ground.

## L'eccellenza mondiale
| Primatista mondiale      | 8,13 (1935) | James C. Owens              | Ritir. 1937 |
| Campione olimpico 1952   | 7,57        | Jerome Biffle               | Ritir. 1953 |
| Campione europeo 1954    | 7,51        | Ödön Földessy               | Ritir. 1955 |
| Vincitori dei Trials USA | 7,83        | Gregory Bell e John Bennett | Presente    |

## Risultati

### Turno eliminatorio
Qualificazione7,15 m
Tredici atleti ottengono la misura richiesta.

La miglior prestazione appartiene a Henryk Grabowski (Pol) con 7,52 m.
| Pos. | Atleta                 | Nazione          | Misura | Salti | Salti | Salti |
| Pos. | Atleta                 | Nazione          | Misura | 1°    | 2°    | 3°    |
| ---- | ---------------------- | ---------------- | ------ | ----- | ----- | ----- |
| 1    | Henryk Grabowski       | Polonia          | 7,52   | 7,52  | -     | -     |
| 2    | John Bennett           | Stati Uniti      | 7,50   | 7,50  | -     | -     |
| 3    | Oleg Fedoseev          | Unione Sovietica | 7,42   | 7,04  | 7,42  | -     |
| 4    | Ken Wilmshurst         | Gran Bretagna    | 7,40   | 6,95  | 7,40  | -     |
| 5    | Dmytro Bondarenko      | Unione Sovietica | 7,37   | 6,97  | 6,95  | 7,37  |
| 6    | Jorma Valkama          | Finlandia        | 7,36   | 7,13  | 6,92  | 7,36  |
| 7    | Gregory Bell           | Stati Uniti      | 7,35   | 7,35  | -     | -     |
| 8    | Roy Cruttenden         | Gran Bretagna    | 7,32   | 7,32  | -     | -     |
| 9    | Fermín Donazar         | Uruguay          | 7,31   | 7,31  | -     | -     |
| 10   | Karim Olowu            | Nigeria          | 7,29   | 7,05  | 7,29  | -     |
| 11   | Neville Price          | Sudafrica        | 7,28   | 7,28  | -     | -     |
| 12   | Kazimierz Kropidłowski | Polonia          | 7,22   | 7,10  | 7,22  | -     |
| 13   | Igor' Ter-Ovanesjan    | Unione Sovietica | 7,15   | 7,15  | -     | -     |
| 14   | Yoshiro Sonoda         | Giappone         | 7,12   | 6,77  | 7,01  | 7,12  |
| 15   | Masaji Tajima          | Giappone         | 7,11   | 6,98  | n     | 7,11  |
| 16   | Ling Te-Sheng          | Taiwan           | 7,11   | 6,85  | 6,74  | 7,11  |
| 17   | Muhammad Ramzan Ali    | Pakistan         | 7,11   | 6,75  | 7,11  | n     |
| 18   | Seo Yeong-Ju           | Corea del Sud    | 7,09   | 7,08  | 7,09  | 6,92  |
| 19   | Mike Moroney           | Australia        | 7,09   | 6,72  | 7,09  | n     |
| 20   | Ary de Sá              | Brasile          | 7,00   | 6,86  | 7,00  | 6,97  |
| 21   | Ödön Földessy          | Ungheria         | 6,96   | 6,96  | 6,92  | 6,93  |
| 22   | Ram Mehar              | India            | 6,92   | 6,92  | 6,84  | 5,53  |
| 23   | Ian Bruce              | Australia        | 6,91   | n     | 6,91  | 6,80  |
| 24   | Hugh Jack              | Australia        | 6,90   | 6,90  | 6,87  | 6,45  |
| 25   | David Kushnir          | Israele          | 6,87   | 6,09  | 6,87  | 6,45  |
| 26   | Frédéric Hammer        | Lussemburgo      | 6,74   | 6,74  | n     | n     |
| 27   | Lawrence Ogwang        | Uganda           | 6,62   | 6,62  | 6,51  | 6,28  |
| 28   | Wilhelm Porrassalmi    | Finlandia        | 6,58   | n     | 6,58  | n     |
| 29   | Rafiu Oluwa            | Nigeria          | 6,53   | n     | 6,53  | n     |
| 30   | Muhammad Rashid        | Pakistan         | 6,13   | 6,13  | 6,10  | 5,90  |
| 31   | Edward Martins         | Liberia          | 6,01   | 5,79  | 6,01  | 5,96  |
| 32   | Torgny Wåhlander       | Svezia           | NM     | n     | n     | -     |

### Finale
Le condizioni meteo sono molto variabili: folate di vento attraversano la pista, sia in senso favorevole (+ 9 m/s) sia in senso contrario con punte di -14 m/s.

Dopo il primo turno è in testa l'americano John Bennett con 7,68. Al secondo turno viene superato dal connazionale Gregory Bell, che atterra a 7,83. Il polacco Grabowski, il migliore in qualificazione, accusa un infortunio e non va oltre 7,15.

Tocca a Bennett, che però al terzo tentativo accusa una contrattura muscolare. Passa la quarta prova, tenta alla quinta (nullo), poi si rimette la tuta e si accontenta dell'argento.

Intanto Bell ha confermato la sua buona forma con 7,77 al terzo turno. Immediatamente dopo Jorma Valkama (Finlandia) supera di 4 cm con 7,48 il sovietico Bondarenko, conquistando il bronzo.

Curiosamente, Bell vince con la stessa misura ottenuta alle selezioni nazionali.

Il terzo dei sovietici è uno sconosciuto ragazzo di 18 anni: Igor' Ter-Ovanesjan. Farà parlare di sé a Roma 1960.
| Pos.    | Atleta                 | Età | Nazione          | Misura | Salti | Salti | Salti | Salti | Salti | Salti |
| Pos.    | Atleta                 | Età | Nazione          | Misura | 1°    | 2°    | 3°    | 4°    | 5°    | 6°    |
| ------- | ---------------------- | --- | ---------------- | ------ | ----- | ----- | ----- | ----- | ----- | ----- |
| Oro     | Gregory Bell           | 26  | Stati Uniti      | 7,83   | 6,98  | 7,83  | 7,77  | n     | -     | 7,16  |
| Argento | John Bennett           | 26  | Stati Uniti      | 7,68   | 7,68  | 7,61  | n     | -     | n     | -     |
| Bronzo  | Jorma Valkama          | 28  | Finlandia        | 7,48   | 7,11  | n     | 7,48  | 7,07  | 7,22  | 7,00  |
| 4       | Dmitrij Bondarenko     | 20  | Unione Sovietica | 7,44   | 7,44  | n     | 7,13  | n     | 6,89  | 6,99  |
| 5       | Karim Olowu            | 32  | Nigeria          | 7,36   | 7,28  | 6,77  | 7,36  | 6,42  | n     | 6,91  |
| 6       | Kazimierz Kropidłowski | 25  | Polonia          | 7,30   | 7,27  | 6,92  | 7,30  | 6,95  | 7,03  | 6,94  |
| 7       | Neville Price          | 27  | Sudafrica        | 7,28   | n     | 7,28  | n     |       |       |       |
| 8       | Oleg Fedoseev          | 20  | Unione Sovietica | 7,27   | n     | 7,25  | 7,27  |       |       |       |
| 9       | Roy Cruttenden         | 31  | Gran Bretagna    | 7,15   | 7,15  | n     | 6,96  |       |       |       |
| 10      | Henryk Grabowski       | 27  | Polonia          | 7,15   | n     | n     | 7,15  |       |       |       |
| 11      | Ken Wilmshurst         | 25  | Gran Bretagna    | 7,14   | 7,14  | 7,06  | 7,05  |       |       |       |
| 12      | Fermín Donazar         | 23  | Uruguay          | 6,57   | n     | n     | 6,57  |       |       |       |
| 13      | Igor' Ter-Ovanesjan    | 18  | Unione Sovietica | NM     | n     | n     | n     |       |       |       |